# Église orthodoxe d'Estonie (patriarcat œcuménique de Constantinople)
Pour les articles homonymes, voir Église orthodoxe d'Estonie.
L’Église orthodoxe apostolique d'Estonie est une juridiction autonome de l’Église orthodoxe en Estonie rattachée canoniquement au patriarcat œcuménique de Constantinople. Elle est l'une des deux Églises orthodoxes d'Estonie. 
Le primat de l'Église porte le titre de métropolite de Tallinn et de toute l'Estonie, avec résidence à Tallinn. Son titulaire actuel est Mgr. Stéphanos, né Christakis Charalambidis, un Français d'origine chypriote, depuis le 13 mars 1999.

## Histoire

### Église orthodoxe autonome d'Estonie
- 1918 : indépendance de l'Estonie.
- 7 juillet 1923 : autonomie de l'Église orthodoxe d'Estonie placée sous la juridiction du patriarcat œcuménique de Constantinople avec Alexandru (Paulusu) comme premier métropolite de Tallinn et de toute l'Estonie.
- Septembre 1924 : division en deux évêchés : Tallinn et Narva.

### Rétablissement de l'Église orthodoxe apostolique d'Estonie
- 11 août 1993 : le département des Affaires religieuses d'Estonie reconnaît le synode de l'Église en Exil comme étant le seul successeur légitime de l'Église orthodoxe apostolique d'Estonie, bien que le synode n'ait pas de représentants légaux dans le pays.
- 1994 : 54 paroisses sur 83 demandent à être placées sous la juridiction du patriarcat de Constantinople.
- 1996 : les « accords de Zurich » entérinant le statu quo et la coexistence de deux juridictions orthodoxes sur le même territoire (en contradiction avec l'ecclésiologie orthodoxe), le patriarcat de Constantinople renouvelle l'autonomie accordée en 1923.

Lors de la rencontre œcuménique de Ravenne en 2007, cette métropole a fait l'objet d'un désaccord entre le patriarcat de Constantinople et le patriarcat de Moscou, qui affirme que l'Estonie fait partie de son territoire canonique, qui est conçu comme étant l'ancienne Union soviétique.

## Organisation
L'Église compte une cinquantaine de paroisses et trois évêchés :
- Archevêché de Tallinn
- Évêché de Tartu
- Évêché de Pärnu-Saaremaa